# Sunray
Sunray – miasto w Stanach Zjednoczonych, w stanie Teksas, w hrabstwie Moore.